# Peter Baláž
Pour les articles homonymes, voir Peter Balazs.
Peter Baláž (prononciation : [ˈpɛtɛr ˈbalaːʃ], né le 8 octobre 1979 à Partizánske), est un espérantiste slovaque.

## Biographie
Peter Baláž, après avoir étudié l’hôtellerie à Piešťany, a travaillé deux ans en Allemagne et en Autriche. Il parle slovaque, espéranto, allemand, anglais, tchèque, polonais et russe.
Il est particulièrement actif dans le monde de l’espéranto : il est le cofondateur (2003) de l’association des jeunes espérantistes slovaques (Slovakia Esperanta Junularo (eo)), et il est depuis 2005 membre de l’Union européenne d'espéranto et le coordinateur d’E@I. Il possède la maison d'édition Espero, qui publie des ouvrages en espéranto.
En 2012, le magazine La Ondo de Esperanto lui a décerné le titre d’espérantiste de l'année en raison de la « création, évolution et maintenance d’importants projets en ligne ; collaboration exemplaire avec les instances nationales et européennes ; organisation d’un cours d’espéranto d’été (Somera Esperanto-Studado) et de la conférence pour l'application de l'espéranto en sciences et technologie (eo) (Konferenco pri Aplikoj de Esperanto en Scienco kaj Tekniko, KAEST) ; publication de disques, livres, brochures et films en espéranto et sur l’espéranto ; et parce qu’il parvient à stimuler et (re)motiver de nombreux jeunes pleins de talent qui, autrement, auraient peut-être perdu leur intérêt pour l’espéranto ».

## Publications
- (sk) Peter Baláž, Európsky preukaz pre deti, Partizánske, Espero, 10 p.
- (eo) Peter Baláž, Internaciaj vortoj en Esperanto : Medzinárodné slová v Esperante, Partizánske, Espero, 2005, 46 p. (ISBN 80-969042-5-6)